# Sixpenny telegram
Sixpenny Telegram is een reclamefilm die werd gemaakt door de GPO Film Unit ter promotie van het telegram. Het is een min of meer experimentele film, de genoemde Filmunit bestond nog niet zo lang. De film is vastgelegd op 35mm-film en duurt ongeveer 5 minuten.
De reclamefilm is onbekend gebleven en verscheen, alhoewel in 1935 gemaakt, pas in 1939. Het bekendste wapenfeit van de film is de filmmuziek van Benjamin Britten